# Luis Alberto Echazú
Luis Aberto Echazú Alvarado (Sucre, Bolivia; 4 de abril de 1950) es un ingeniero metalúrgico y político boliviano que ocupó el alto cargo de ministro de Minería y Metalurgia de Bolivia desde el 28 de marzo de 2007 hasta el 23 de enero de 2010 durante el primer gobierno del presidente Evo Morales Ayma (2006-2010). Así mismo, Luis Alberto Echazú ocupó también el cargo de viceministro en dos ocasiones; la primera vez como viceministro de Minería y Metalurgia desde el 26 de octubre de 2006 hasta el 28 de marzo de 2007 y la segunda vez como viceministro de Altas Tecnologías Energéticas de Bolivia desde el 27 de enero de 2017 hasta el 10 de noviembre de 2019 durante el primer y tercer gobierno de Evo Morales Ayma, respectivamente.

## Biografía
Luis Alberto Echazú nació un 4 de abril de 1950 en la ciudad de Sucre en el Departamento de Chuquisaca. Realizó sus estudios primarios y secundarios saliendo bachiller el año 1968 en su ciudad natal. Posteriormente, a principios de la década de 1970, Echazú se trasladó a vivir a la ciudad de Oruro para continuar con sus estudios superiores ingresando a estudiar la carrera de Ingeniería en la Universidad Técnica de Oruro (UTO) titulándose años después como ingeniero metalúrgico de profesión. Poco tiempo después, viajó a Europa para continuar con sus estudios de posgrado en la Universidad de Philip State en Suecia, graduándose también como ingeniero en siderurgia. Durante su estadía en aquel país europeo, Luis Alberto Echazú trabajó en la planta industrial sueca de HALLEFOR.
Echazú ingresó también a la vida sindical, ya durante su etapa de universitario en la ciudad de Oruro. Inicialmente, desde 1979 hasta 1980, Echazú fue dirigente del Centro de Estudiantes de la Facultad Nacional de Ingeniería de la UTO y luego como dirigente de la Federación Universitaria Local (FUL) también de la UTO desde 1982 hasta 1984. De ahí pasó a la dirigencia de la Central Obrera Departamental (COD) de Oruro para luego formar parte del comité ejecutivo Nacional de la Central Obrera Boliviana (COB) desde 1984 hasta 1987. Cabe mencionar también, que durante su juventud, Luis Alberto Echazú militó en el Partido Comunista-Marxista Leninista (Maoísta).

### Viceministro de Minería y Metalurgia (2006-2007)
El 26 de octubre de 2006, el ministro de Minería de Bolivia Walter Villarroel posesiona a Luis Alberto Echazú en el cargo de viceministro de minería y metalurgia en reemplazo de Guillermo Cortes Arce.  

### Ministro de Minería y Metalurgia de Bolivia (2007-2010)
El 28 de marzo de 2007, el Presidente de Bolivia Evo Morales Ayma destituye de su cargo al entonces ministro Guillermo Dalence y en su lugar posesiona a Luis Alberto Echazú como nuevo ministro de Minería y Metalurgia de Bolivia. Echazú permaneció en este cargo por alrededor de 2 años y 10 meses hasta el 23 de enero de 2010, cuando entregó el mando del ministerio al dirigente minero orureño Milton Gómez Mamani.

### Viceministro de Altas Tecnologías Energéticas (2017-2019)
El 27 de enero de 2017, el nuevo ministro de energía Rafael Alarcón posesionó a Luis Alberto Echazú en el cargo de viceministro de Altas Tecnologías Energéticas. Permaneció en este cargo por alrededor de 2 años y 10 meses, hasta el 10 de noviembre de 2019 cuando fue reemplazado por Luis Ferrufino.
| Predecesor: Guillermo Dalence | Ministro de Minería y Metalurgia de Bolivia 28 de marzo de 2007 - 23 de enero de 2010 | Sucesor: Milton Gómez Mamani |